# La Grande Montagne
La Grande Montagne – miejscowość (quartier) we francuskim terytorium zależnym Saint Barthélemy na Karaibach. Położone w północno-zachodniej części wyspy.